# Vivir es fácil con los ojos cerrados
Vivir es fácil con los ojos cerrados és una pel·lícula espanyola de 2013 escrita i dirigida per David Trueba. Aquesta és la novena pel·lícula que el director madrileny dirigeix i que escriu el seu guió. En aquest cas, s'inspira en una història real que va succeir l'any 1966 a Almeria, quan John Lennon va visitar la ciutat andalusa amb motiu del rodatge de la pel·lícula How I Won the War. El títol va ser tret de la lletra de la cançó Strawberry Fields Forever ("Living is easy with eyes closed"). La pel·lícula barreja imatges pròpies del film, intercalades amb imatges d'arxiu dels Beatles i de Lennon rodant a Almeria. Es va estrenar el 31 d'octubre de 2013.

## Argument
L'any 1966 un John Lennon en plena crisi existencial que el porta a pensar a deixar definitivament els Beatles i convençut de poder llançar-se a la carrera d'actor, arriba a Almeria per rodar a les ordres d'en Richard Lester una pel·lícula antibelicista: How I Won the War.
Antonio (Javier Cámara), fan incondicional del quartet de Liverpool, i professor d'anglès en un humil col·legi d'Albacete que utilitza les cançons dels Beatles per ensenyar anglès als seus alumnes, decideix emprendre el viatge per conèixer al cantant i fer-li una inusual petició. En la ruta, es creua amb la Belén (Natalia de Molina), una noia que s'ha escapat de la tèrbola reclusió a la qual està sotmesa per la seva família i per l'entorn social del país, ja que té 20 anys, però càrrega amb un passat del que fuig. Tots dos s'ensopegaran amb en Juanjo (Francesc Colomer), un adolescent de 16 anys, que s'ha escapolit de casa en plena rebel·lia juvenil després d'un enfrontament amb el seu pare (Jorge Sanz), conservador, poc tolerant i poc afí als canvis.
La llibertat i els somnis són els eixos centrals del viatge en el qual no només buscaran el cantant, sinó també a ells mateixos. El resultat d'aquella captivadora aventura va ser el tema Strawberry Fields Forever un tema en el qual John Lennon recorda la seva infància.

## Repartiment
- Javier Cámara: Antonio
- Natalia de Molina: Belén
- Francesc Colomer: Juanjo
- Jorge Sanz: Pare d'en Juanjo
- Ariadna Gil: Mare d'en Juanjo
- Ramon Fontserè: Ramón
- Rogelio Fernández: Bruno

## Premis i nominacions
XXVIII Premis Goya
| Categoria                  | Persona           | Resultat   |
| -------------------------- | ----------------- | ---------- |
| Millor pel·lícula          | Millor pel·lícula | Guanyadora |
| Millor director            | David Trueba      | Guanyador  |
| Millor actor protagonista  | Javier Cámara     | Guanyador  |
| Millor actriu revelació    | Natalia de Molina | Guanyadora |
| Millor guió original       | David Trueba      | Guanyador  |
| Millor música original     | Pat Metheny       | Guanyador  |
| Millor disseny de vestuari | Lala Huete        | Nominada   |